# Château de Tassigny
Le château de Tassigny est un château du XVIe siècle, situé sur un territoire que se sont disputé l'Empire Germanique et le royaume de France, à Sapogne-sur-Marche.

## Description
Le plan du château est rectangulaire, avec quatre tours carrées à chaque coin, surélevées d'un niveau. Le logis, ou Maison forte, est en équerre,  s'appuyant sur les courtines Nord-Ouest et Sud-Ouest. La courtine Nord-Est correspond à des dépendances. La courtine Sud-Est est un mur fermant la cour intérieure, percé d'une entrée charretière, qui a remplacé au XVIIIe siècle un ancien pont-levis. Un pont de pierre a été construit sur les douves asséchées.
Une chapelle à voûtes ogivales se trouve dans la tour Est, surmontée d'un lanternon. La Maison forte date de la fin du XVIe siècle. Victime d'un incendie en 1542 pendant le conflit opposant François Ier et Charles Quint, elle a été reconstruite. 

## Localisation
Le château est situé à proximité de la frontière franco-belge, sur le territoire de la commune de Sapogne-sur-Marche, dans le département français des Ardennes et est visible depuis la route départementale (D 44) qui mène à l'abbaye d'Orval. Il est dans la vallée de la Marche.

## Historique
Le château daterait du XVIe siècle et succèderait à une forteresse médiévale, détruite par les Bourguignons, dont ne subsiste que les soubassements.  
Le premier seigneur connu de Tassigny est Nicolas le Gouverneur. Conseiller de Charles-Quint puis de son fils Philippe II d'Espagne, il est un haut fonctionnaire des finances des Pays-Bas et conseiller extraordinaire de Marie de Hongrie, fille de Charles-Quint à Luxembourg. Son petit-fils, François de Mauléon, échangera le château de Tassigny en 1627 avec Dirk  de Boetzelaer. Celui-ci s'y installe avec sa jeune épouse Jeanne de Mérode après avoir restauré la maison dans les années 1629-1630. Il aménage des fenêtres à  meneaux en 1629 et crée trois portes d'accès dans la cour, de style Renaissance, en 1630-1631. Devenu prévôt d'Yvois, Dirk de Boetzelaer sera enterré à Orval. 
En 1637, durant la guerre de Trente Ans, le maréchal de Châtillon, et plus particulièrement les troupes commandées par Henri-Robert Gigault de Bellefonds, s'emparent de la place, que la France conserve au traité des Pyrénées, signé en 1659. Au XVIIIe siècle le château sera habité par des membres et descendants de la famille, tout en restant un lieu de garnison possible en cas de tensions aux frontières. 
Eugène de Wal (d'Anthisnes), descendant de Dirk de Boetzelaer et dernier seigneur de Tassigny modifiera une dernière fois le château dans les années 1780. Il transforme notamment le pont-levis en chaussée empierrée, perce une vaste porte cochère et décore les jardins de deux groupes de quatre piliers Louis XVI sommés de glands.
Entré par héritage en possession de la baronne d'Hoogvorst, la maison sera vendue en 1848 au baron de Failly. Elle demeure depuis dans sa descendance.
Contrairement à une idée répandue, la famille (Lambin) d'Anglemont de Tassigny n'est pas originaire du château de Tassigny, mais bien du Tassigny de Maugré, près de Carignan.
Mis à sac lors de la première guerre et fortement endommagé par les obus français tirés de la ligne Maginot toute proche en 1940, le château fera l'objet d'un programme de restauration grâce aux efforts conjoints d'Antoine Henriot et sa sœur Claude, soutenue par son mari Paul-Emile Grimaud. Leur engagement aboutira au classement de l'édifice. 
L'édifice est classé au titre des monuments historiques en 1991.
Les parties de l'édifice classé comportent notamment la chapelle, la cuisine, les tours, la cheminée, l'escalier, le vestibule, le sous sol. Les grilles latérales, les quatre piliers sculptés à droite et les quatre à gauche de la chaussée d'accès sont également inclus dans le classement.